# Geron capensis
Geron capensis är en tvåvingeart som beskrevs av Walker 1852. Geron capensis ingår i släktet Geron och familjen svävflugor. Inga underarter finns listade i Catalogue of Life.